# シュテルン＝ゲルラッハの実験
シュテルン＝ゲルラッハの実験（シュテルン＝ゲルラッハのじっけん、英: Stern–Gerlach experiment）は1922年にシュテルンとゲルラッハが行った実験である。加熱して蒸発させた銀原子をビームとして磁場中に通過させると、ビームは2点に分かれることを示した。これは、電子にスピンがあることを示す。

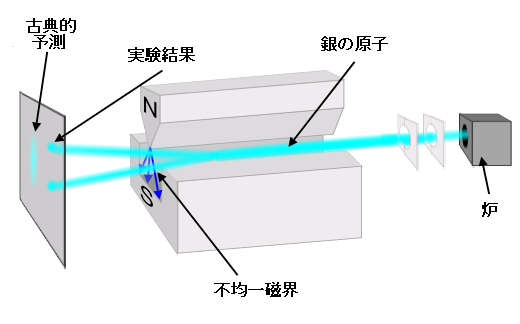
シュテルン＝ゲルラッハの実験の模式図

## 古典的予測
ビームの向きが変わることから、銀原子ビームは磁気モーメントを持っていることがわかる。銀は強磁性体ではないが、磁場の影響で電子の磁気モーメントがそろい、全体としてモーメントを持つ。不均一な磁場をかけるのは、磁気モーメントが磁場から磁力を受けるようにするためである。
ビーム中の個々の銀原子については、磁気モーメントの向きおよび大きさは自由なので磁場から受ける力もさまざまである。したがってビームの先のスクリーン上では、ビーム軸を中心に広がる分布として銀原子が観測できる、と予測される。

## 実験結果・量子力学による解釈
実験の結果、ビームは2本に分かれて観測された。これはビーム中の銀原子の磁気モーメントは大きさが等しく、向きは磁場に引き寄せられる、あるいは反発するという2状態のどちらかしかないことを意味する。古典力学ではこの結果を説明できない。
量子力学では、電子はスピン1/2である。これは端的に言えば二つの状態のみを取る。

## ナノスケールの半導体中で実現
2012年に東北大学、京都大学、東邦大学、日本電信電話らの研究グループは、強磁性材料や外部磁場を全く用いずに、半導体中を流れる電子のスピンを一方向に揃える手法を確立した。本実験は、量子力学の基本原理であるシュテルン−ゲルラッハ効果をナノスケールの半導体中で実現したことに相当する。

## 文献
- 「強磁性体や外部磁場を用いずに電子のスピンを揃えることに世界で初めて成功」（PDF）『NTT技術ジャーナル』2012年12月、58頁。
- Makoto Kohda; Shuji Nakamura; Yoshitaka Nishihara; Kensuke Kobayashi; Teruo Ono; Jun-ichiro Ohe; Yasuhiro Tokura; Taiki Mineno et al. (25 September 2012). “Spin–orbit induced electronic spin separation in semiconductor nanostructures”. Nature Communications 3. doi:10.1038/ncomms2080.